# Tantra Sangha
Tantra Sangha (russisch: Тантра сангха / Tantra sangcha) ist eine tantrische religiöse Vereinigung. Sie wurde 1991 von dem tantrischen Mönch russischer Herkunft, Shripada Sadashivacharya (Sergei Lobanow), gegründet, der seine Weihen in Indien erhalten hatte. Die Anhänger dieses Sangha praktizieren russische Adaptionen des klassischen Tantrismus in der Form des Shivaismus-Shaktismus und Elementen aus dem slawischen Heidentum. Sie sind in allen größeren Städten Russlands und der GUS-Staaten vertreten.
Die erste registrierte Tantra-Sangha-Zweig ist in Moskau, der zweite in Nischni Nowgorod wurde offiziell am 7. Dezember 1993 anerkannt. Die Anhänger führen vedische Feuerzeremonien (vgl. Yajna) unter freiem Himmel in der Nähe von Flüssen und in Wäldern durch nach den orthodoxen vedischen Hindu-Riten, angepasst an die russische Situation.
Später wurde die Gemeinschaft aufgelöst.